# Simogo
Simogo är en svensk spelutvecklare i Malmö, Sverige. Företaget grundades 2010 och är känt för mobilspelen Year Walk och Device 6. Grundarna Simon Flesser och Magnus Gardebäck arbetade tidigare vid ett annat Malmö-spelbolag Southend Interactive, där de utvecklade pusselspelet ilomilo.
Simogos spel Sayonara Wild Heart uppmärksammades i samband med Apples satsning Apple Arcade.
Grundarna Flesser och Gardebäck tilldelades Sydsvenskans kulturpris för 2023.